# 2021-es CONCACAF-aranykupa
A 2021-es CONCACAF-aranykupa az észak- és közép-amerikai, valamint a Karib-térség labdarúgó-válogatottjainak kiírt 16. tornája, melyet július 10. és augusztus 1. között rendeztek. A rendező az Amerikai Egyesült Államok. A torna történetében először alkalmaztak videóbírót (VAR). A győztes az Egyesült Államok lett, története során 7. alkalommal.

## Résztvevők
A 2019–2020-as CONCACAF Nemzetek Ligájából 12 csapat jutott ki. Az A ligából a négy csoport győztese és második helyezettje, valamint a B ligából a négy csoport győztese. 12 csapat selejtezőt játszott a Nemzetek Ligája eredmények alapján, ezek az A liga négy csoportjának harmadik helyezettjei, a B liga négy csoportjának második helyezettjei és a C liga négy csoportjának győztesei voltak.
Eredetileg, a 2019 szeptemberében bejelentett változat szerint négy csapat jutott volna ki a tornára a selejtezőről. 2020 szeptemberében a CONCACAF bejelentette, hogy Katar meghívottként vesz részt a 2021-es és a 2023-as tornán. Így csak három csapat jutott ki a selejtezőből.
2021. július 9-én a CONCACAF bejelentette, hogy Curaçao nem vesz részt a tornán a csapaton belüli magas számú Covid19-fertőzések miatt. Az A csoportban Guatemala helyettesíti, a selejtező soron következő legjobb csapataként.

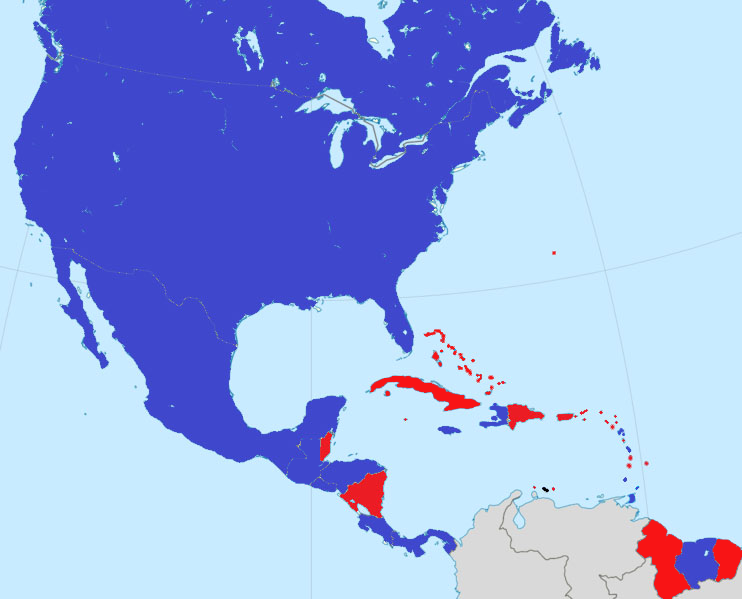

| Csapat             | Kvalifikáció                                                       | Részvételek száma |
| ------------------ | ------------------------------------------------------------------ | ----------------- |
| Kanada             | 2019–2020-as CONCACAF Nemzetek Ligája (A liga), A csoport, 2. hely | 15                |
| Honduras           | 2019–2020-as CONCACAF Nemzetek Ligája (A liga), C csoport, 1. hely | 15                |
| Grenada            | 2019–2020-as CONCACAF Nemzetek Ligája (B liga), A csoport, 1. hely | 3                 |
| Jamaica            | 2019–2020-as CONCACAF Nemzetek Ligája (B liga), C csoport, 1. hely | 12                |
| Egyesült Államok   | 2019–2020-as CONCACAF Nemzetek Ligája (A liga), A csoport, 1. hely | 16                |
| Mexikó             | 2019–2020-as CONCACAF Nemzetek Ligája (A liga), B csoport, 1. hely | 16                |
| Salvador           | 2019–2020-as CONCACAF Nemzetek Ligája (B liga), B csoport, 1. hely | 12                |
| Costa Rica         | 2019–2020-as CONCACAF Nemzetek Ligája (A liga), D csoport, 1. hely | 15                |
| Martinique         | 2019–2020-as CONCACAF Nemzetek Ligája (A liga), C csoport, 2. hely | 7                 |
| Suriname           | 2019–2020-as CONCACAF Nemzetek Ligája (B liga), D csoport, 1. hely | 1                 |
| Panama             | 2019–2020-as CONCACAF Nemzetek Ligája (A liga), B csoport, 2. hely | 10                |
| Katar              | meghívott                                                          | 1                 |
| Trinidad és Tobago | selejtező                                                          | 10                |
| Haiti              | selejtező                                                          | 8                 |
| Guadeloupe         | selejtező                                                          | 4                 |
| Guatemala          | selejtező, soron következő legjobbja                               | 11                |

## Helyszínek
A CONCACAF 2021. április 13-án jelentette be a döntő helyszínét, majd április 22-én további 9 stadiont nevezett meg, ahol a mérkőzéseket játsszák.
| Dallas                      | Arlington (Dallas/Fort Worth környéke)                                       | Houston                                                                      | Houston                            |
| --------------------------- | ---------------------------------------------------------------------------- | ---------------------------------------------------------------------------- | ---------------------------------- |
| Cotton Bowl                 | AT&T Stadion                                                                 | NRG Stadium                                                                  | BBVA Stadium                       |
| Férőhely: 92 100            | Férőhely: 80 000                                                             | Férőhely: 71 795                                                             | Férőhely: 22 039                   |
|                             |                                                                              |                                                                              |                                    |
| Glendale (Phoenix környéke) | Orlando Glendale Kansas City Arlington Frisco Dallas Austin Paradise Houston | Orlando Glendale Kansas City Arlington Frisco Dallas Austin Paradise Houston | Paradise (Las Vegas környéke)      |
| State Farm Stadium          | Orlando Glendale Kansas City Arlington Frisco Dallas Austin Paradise Houston | Orlando Glendale Kansas City Arlington Frisco Dallas Austin Paradise Houston | Allegiant Stadium                  |
| Férőhely: 63 400            | Orlando Glendale Kansas City Arlington Frisco Dallas Austin Paradise Houston | Orlando Glendale Kansas City Arlington Frisco Dallas Austin Paradise Houston | Férőhely: 61 000                   |
|                             | Orlando Glendale Kansas City Arlington Frisco Dallas Austin Paradise Houston | Orlando Glendale Kansas City Arlington Frisco Dallas Austin Paradise Houston |                                    |
| Orlando                     | Austin                                                                       | Frisco (Dallas/Fort Worth környéke)                                          | Kansas City (Kansas City környéke) |
| Exploria Stadium            | Q2 Stadium                                                                   | Toyota Stadium                                                               | Children's Mercy Park              |
| Férőhely: 25 500            | Férőhely: 20 500                                                             | Férőhely: 20 500                                                             | Férőhely: 18 467                   |
|                             |                                                                              |                                                                              |                                    |

## Sorsolás
A csoportkör sorsolását Miamiben tartották 2020. szeptember 28-án, keleti-parti idő szerint 20 órától, a selejtező sorsolásával együtt. Ez volt az első csoportkör-sorsolás a CONCACAF-aranykupa történetében. A csapatokat négy kalapba sorolták be a 2020 augusztusi CONCACAF-ranglista alapján. Az első kalap négy csapata kiemelt volt, Mexikó az A, az Egyesült Államok a B, Costa Rica a C, Honduras a D csoportba került. A meghívott Katar a 4. kalapban kapott helyet és előzetesen a D csoportba helyezték, amely a legkésőbb kezd, mert Katar a korábbi tervek szerint a 2021-es Copa Américán is szerepelt volna, amitől azonban később visszalépett.

### Kiemelés
A csapatok az alábbiak szerint kerültek a kalapokba (a 2020-as CONCACAF-ranglista alapján):
| Csapat           | H. |
| ---------------- | -- |
| Mexikó           | 1. |
| Egyesült Államok | 2. |
| Costa Rica       | 3. |
| Honduras         | 4. |

| Csapat   | H.  |
| -------- | --- |
| Jamaica  | 5.  |
| Kanada   | 6.  |
| Panama   | 8.  |
| Salvador | 10. |

| Csapat     | H.  |
| ---------- | --- |
| Martinique | 11. |
| Curaçao    | 13. |
| Suriname   | 15. |
| Grenada    | 20. |

| Csapat                          | H. |
| ------------------------------- | -- |
| selejtező, 7. mérkőzés győztese | –  |
| selejtező, 8. mérkőzés győztese | –  |
| selejtező, 9. mérkőzés győztese | –  |
| Katar                           | –  |

### A sorsolás eredménye
A sorsolás során az alábbi csoportok alakultak ki (a dőlt betűvel jelzett csapatok a sorsolás időpontjában ismeretlenek voltak):
| Poz. | Csapat             |
| ---- | ------------------ |
| A1   | Mexikó             |
| A2   | Salvador           |
| A3   | Curaçao            |
| A4   | Trinidad és Tobago |

| Poz. | Csapat           |
| ---- | ---------------- |
| B1   | Egyesült Államok |
| B2   | Kanada           |
| B3   | Martinique       |
| B4   | Haiti            |

| Poz. | Csapat     |
| ---- | ---------- |
| C1   | Costa Rica |
| C2   | Jamaica    |
| C3   | Suriname   |
| C4   | Guadeloupe |

| Poz. | Csapat   |
| ---- | -------- |
| D1   | Honduras |
| D2   | Panama   |
| D3   | Grenada  |
| D4   | Katar    |

| Forduló    | Dátum               | Mérkőzések |
| ---------- | ------------------- | ---------- |
| 1. forduló | 2021. július 10–13. | 2–3, 1–4   |
| 2. forduló | 2021. július 14–17. | 4–2, 3–1   |
| 3. forduló | 2021. július 18–20. | 1–2, 3–4   |

## Pénzdíjazás
A CONCACAF-aranykupa résztvevői között a következő pénzdíjakat osztják ki. Valamennyi összeg amerikai dollárban értendő.
| Cél elérése        | Összeg    | Csapatok száma |
| ------------------ | --------- | -------------- |
| Részvétel a tornán | 200 000   | 16             |
| Harmadik helyezett | 200 000   | 1              |
| Második helyezett  | 500 000   | 1              |
| Győztes            | 1 000 000 | 1              |

## Játékvezetők
2021. június 29-én a CONCACAF összesen 19 játékvezetőt, 25 asszisztenst és 12 videóbírót jelölt ki. Ezen túlmenően a CONCACAF játékvezetői bizottsága a Játékvezetői Programjának (TARP) 12 játékvezetőjének részvételét is jóváhagyta.
Játékvezetők
| - Drew Fischer - Ricardo Montero - Juan Gabriel Calderón - Reon Radix - Mario Escobar - Bryan López - Selvin Brown | - Said Martínez - Oshane Nation - Daneon Parchment - Adonai Escobedo - Fernando Guerrero - Fernando Hernández | - César Ramos - Iván Barton - Ismael Cornejo - Jair Marrufo - Armando Villarreal - Ismail Elfath |

Asszisztensek
| - Iroots Appleton - Micheal Barwegen - William Arrieta - Juan Carlos Mora - Gerson López - Walter López - Christian Ramírez - Roney Salinas - Nicholas Anderson | - Ojay Duhaney - Jassett Kerr - Miguel Hernández - Michel Morales - Alberto Morin - Henri Pupiro - Geovany García - David Morán | - Juan Francisco Zumba - Zachari Zeegelaar - Caleb Wales - Frank Anderson - Kyle Atkins - Logan Brown - Kathryn Nesbitt - Corey Parker |

Videóbírók
| - David Gantar - Carlos Ayala - Arturo Cruz - Leon Barajas | - Erick Miranda - Angel Monroy - Joel Rangel - Tatiana Guzman | - Allen Chapman - Tim Ford - Edvin Jurisevic - Chris Penso |

Játékvezetői program (TARP)
| - Pierre-Luc Lauzière - Keylor Herrera - Benjamin Pineda | - Diego Montaño - José Torres - Tristley Bassue | - Nima Saghafi - Rubiel Vázquez |

## Csoportkör
A mérkőzések kezdési időpontjai helyi idő szerint UTC eltéréssel, zárójelben magyar idő szerint értendők.
Sorrend meghatározása
A csoportok sorrendjét a következők szerint állapították meg:
1. több szerzett pont az összes mérkőzésen (egy győzelem 3 pont, egy döntetlen 1 pont, egy vereség 0 pont),
2. jobb gólkülönbség az összes mérkőzésen,
3. több szerzett gól az összes mérkőzésen,
4. több szerzett pont az azonosan álló csapatok között lejátszott mérkőzéseken,
5. jobb gólkülönbség az azonosan álló csapatok között lejátszott mérkőzéseken,
6. több szerzett gól az azonosan álló csapatok között lejátszott mérkőzéseken,
7. fair play pontszám az összes mérkőzésen

- sárga lap: −1 pont,
- két sárga lapot követő piros lap: −3 pont,
- egy azonnali piros lap: −4 pont,
- egy sárga lap és egy azonnali piros lap: −5 pont,

1. sorsolás

### A csoport
| Hely. | Csapat             | M | Gy | D | V | G+ | G– | Gk | P | Továbbjutás                                |
| ----- | ------------------ | - | -- | - | - | -- | -- | -- | - | ------------------------------------------ |
| 1.    | Mexikó             | 3 | 2  | 1 | 0 | 4  | 0  | +4 | 7 | Továbbjutott az egyenes kieséses szakaszba |
| 2.    | Salvador           | 3 | 2  | 0 | 1 | 4  | 1  | +3 | 6 | Továbbjutott az egyenes kieséses szakaszba |
| 3.    | Trinidad és Tobago | 3 | 0  | 2 | 1 | 1  | 3  | −2 | 2 |                                            |
| 4.    | Guatemala          | 3 | 0  | 1 | 2 | 1  | 6  | −5 | 1 |                                            |

| 2021. július 10. 21:30 UTC–5 (4:30) |

| Mexikó | 0–0         | Trinidad és Tobago |
| ------ | ----------- | ------------------ |
|        | Jegyzőkönyv |                    |

| AT&T Stadion, Arlington Nézőszám: 41 229 Játékvezető: Ricardo Montero (costa rica-i) |

| 2021. július 11. 22:00 UTC–5 (5:00) |

| Salvador               | 2–0               | Guatemala |
| ---------------------- | ----------------- | --------- |
| Roldan 81' Rivas 90+6' | (0–0) Jegyzőkönyv |           |

| Toyota Stadium, Frisco Nézőszám: 8494 Játékvezető: Jair Marrufo (amerikai) |

| 2021. július 14. 18:30 UTC–5 (1:30) |

| Trinidad és Tobago | 0–2               | Salvador                     |
| ------------------ | ----------------- | ---------------------------- |
|                    | (0–1) Jegyzőkönyv | Henríquez 30' Martinez 90+1' |

| Toyota Stadium, Frisco Nézőszám: 5494 Játékvezető: Selvin Brown (hondurasi) |

| 2021. július 14. 21:30 UTC–5 (4:30) |

| Guatemala | 0–3               | Mexikó                        |
| --------- | ----------------- | ----------------------------- |
|           | (0–1) Jegyzőkönyv | Funes Mori 29' 55' Pineda 79' |

| Cotton Bowl, Dallas Nézőszám: 15 391 Játékvezető: Daneon Parchment (jamaicai) |

| 2021. július 18. 21:00 UTC–5 (4:00) |

| Mexikó        | 1–0               | Salvador |
| ------------- | ----------------- | -------- |
| Rodríguez 26' | (1–0) Jegyzőkönyv |          |

| Cotton Bowl, Dallas Nézőszám: 45 792 Játékvezető: Said Martínez (hondurasi) |

| 2021. július 18. 21:00 UTC–5 (4:00) |

| Guatemala    | 1–1               | Trinidad és Tobago |
| ------------ | ----------------- | ------------------ |
| Gordillo 78' | (0–1) Jegyzőkönyv | Moore 12'          |

| Toyota Stadium, Frisco Nézőszám: 5476 Játékvezető: Oshane Nation (jamaicai) |

### B csoport
| Hely. | Csapat               | M | Gy | D | V | G+ | G– | Gk | P | Továbbjutás                                |
| ----- | -------------------- | - | -- | - | - | -- | -- | -- | - | ------------------------------------------ |
| 1.    | Egyesült Államok (R) | 3 | 3  | 0 | 0 | 8  | 1  | +7 | 9 | Továbbjutott az egyenes kieséses szakaszba |
| 2.    | Kanada               | 3 | 2  | 0 | 1 | 8  | 3  | +5 | 6 | Továbbjutott az egyenes kieséses szakaszba |
| 3.    | Haiti                | 3 | 1  | 0 | 2 | 3  | 6  | −3 | 3 |                                            |
| 4.    | Martinique           | 3 | 0  | 0 | 3 | 3  | 12 | −9 | 0 |                                            |

| 2021. július 11. 17:30 UTC–5 (0:30) |

| Kanada                                          | 4–1               | Martinique  |
| ----------------------------------------------- | ----------------- | ----------- |
| Larin 16' Osorio 20' Eustáquio 26' Corbeanu 89' | (3–1) Jegyzőkönyv | Rivière 10' |

| Children's Mercy Park, Kansas City Nézőszám: 12 664 Játékvezető: Iván Barton (salvadori) |

| 2021. július 11. 20:00 UTC–5 (3:00) |

| Egyesült Államok | 1–0               | Haiti |
| ---------------- | ----------------- | ----- |
| Vines 8'         | (1–0) Jegyzőkönyv |       |

| Children's Mercy Park, Kansas City Nézőszám: 12 664 Játékvezető: Said Martínez (hondurasi) |

| 2021. július 15. 18:30 UTC–5 (1:30) |

| Haiti       | 1–4               | Kanada                                                       |
| ----------- | ----------------- | ------------------------------------------------------------ |
| Lambese 56' | (0–1) Jegyzőkönyv | Eustáquio 5' Larin 51' 74' (11-esből) Hoilett 79' (11-esből) |

| Children's Mercy Park, Kansas City Nézőszám: 7511 Játékvezető: Juan Gabriel Calderón (Costa Rica-i) |

| 2021. július 15. 21:00 UTC–5 (4:00) |

| Martinique             | 1–6               | Egyesült Államok                                                        |
| ---------------------- | ----------------- | ----------------------------------------------------------------------- |
| Rivière 64' (11-esből) | (0–2) Jegyzőkönyv | Dike 14' 59' Camille 23' (öngól) Robinson 50' Zardes 70' Gioacchini 90' |

| Children's Mercy Park, Kansas City Nézőszám: 7511 Játékvezető: Mario Escobar (guatemalai) |

| 2021. július 18. 16:00 UTC–5 (23:00) |

| Martinique  | 1–2               | Haiti              |
| ----------- | ----------------- | ------------------ |
| Fortuné 53' | (0–1) Jegyzőkönyv | Antoine 3' Adé 61' |

| Toyota Stadium, Frisco Nézőszám: 243 Játékvezető: Ismael Cornejo (salvadori) |

| 2021. július 18. 16:00 UTC–5 (23:00) |

| Egyesült Államok | 1–0               | Kanada |
| ---------------- | ----------------- | ------ |
| Moore 1'         | (1–0) Jegyzőkönyv |        |

| Children's Mercy Park, Kansas City Nézőszám: 18 467 Játékvezető: Adonai Escobedo (mexikói) |

### C csoport
| Hely. | Csapat     | M | Gy | D | V | G+ | G– | Gk | P | Továbbjutás                                |
| ----- | ---------- | - | -- | - | - | -- | -- | -- | - | ------------------------------------------ |
| 1.    | Costa Rica | 3 | 3  | 0 | 0 | 6  | 2  | +4 | 9 | Továbbjutott az egyenes kieséses szakaszba |
| 2.    | Jamaica    | 3 | 2  | 0 | 1 | 4  | 2  | +2 | 6 | Továbbjutott az egyenes kieséses szakaszba |
| 3.    | Suriname   | 3 | 1  | 0 | 2 | 3  | 5  | −2 | 3 |                                            |
| 4.    | Guadeloupe | 3 | 0  | 0 | 3 | 3  | 7  | −4 | 0 |                                            |

| 2021. július 12. 18:30 UTC–4 (0:30) |

| Jamaica                         | 2–0               | Suriname |
| ------------------------------- | ----------------- | -------- |
| Nicholson 6' Decordova-Reid 26' | (1–0) Jegyzőkönyv |          |

| Exploria Stadium, Orlando Nézőszám: 6403 Játékvezető: Bakary Gassama (gambiai) |

| 2021. július 12. 21:00 UTC–4 (3:00) |

| Costa Rica                          | 3–1               | Guadeloupe   |
| ----------------------------------- | ----------------- | ------------ |
| Campbell 6' Lassiter 21' Borges 70' | (2–1) Jegyzőkönyv | Mirval 45+5' |

| Exploria Stadium, Orlando Nézőszám: 6403 Játékvezető: Ismail Elfath (amerikai) |

| 2021. július 16. 18:30 UTC–4 (0:30) |

| Guadeloupe      | 1–2               | Jamaica                 |
| --------------- | ----------------- | ----------------------- |
| Bell 4' (öngól) | (1–1) Jegyzőkönyv | Burke 14' Flemmings 87' |

| Exploria Stadium, Orlando Nézőszám: 6527 Játékvezető: Bryan López (guatemalai) |

| 2021. július 16. 21:00 UTC–4 (3:00) |

| Suriname    | 1–2               | Costa Rica              |
| ----------- | ----------------- | ----------------------- |
| Vlijter 52' | (0–0) Jegyzőkönyv | Campbell 58' Borges 59' |

| Exploria Stadium, Orlando Nézőszám: 6527 Játékvezető: Fernando Hernández (mexikói) |

| 2021. július 20. 19:00 UTC–4 (1:00) |

| Costa Rica | 1–0               | Jamaica |
| ---------- | ----------------- | ------- |
| Ruiz 53'   | (0–0) Jegyzőkönyv |         |

| Exploria Stadium, Orlando Nézőszám: 10 264 Játékvezető: Mario Escobar (guatemalai) |

| 2021. július 20. 18:00 UTC–5 (1:00) |

| Suriname                    | 2–1               | Guadeloupe  |
| --------------------------- | ----------------- | ----------- |
| Vlijter 14' Hasselbaink 79' | (1–1) Jegyzőkönyv | Phaeton 20' |

| BBVA Stadium, Houston Nézőszám: 10 625 Játékvezető: Fernando Guerrero (mexikói) |

### D csoport
| Hely. | Csapat   | M | Gy | D | V | G+ | G– | Gk  | P | Továbbjutás                                |
| ----- | -------- | - | -- | - | - | -- | -- | --- | - | ------------------------------------------ |
| 1.    | Katar    | 3 | 2  | 1 | 0 | 9  | 3  | +6  | 7 | Továbbjutott az egyenes kieséses szakaszba |
| 2.    | Honduras | 3 | 2  | 0 | 1 | 7  | 4  | +3  | 6 | Továbbjutott az egyenes kieséses szakaszba |
| 3.    | Panama   | 3 | 1  | 1 | 1 | 8  | 7  | +1  | 4 |                                            |
| 4.    | Grenada  | 3 | 0  | 0 | 3 | 1  | 11 | −10 | 0 |                                            |

| 2021. július 13. 19:50 UTC−5 (2:50) |

| Katar                                     | 3–3               | Panama                                 |
| ----------------------------------------- | ----------------- | -------------------------------------- |
| Afif 48' Ali 53' Al-Haydos 63' (11-esből) | (0–0) Jegyzőkönyv | Blackburn 51' 58' Davis 79' (11-esből) |

| BBVA Stadium, Houston Nézőszám: 10 625 Játékvezető: César Ramos |

| 2021. július 13. 22:10 UTC−5 (5:10) |

| Honduras                                       | 4–0               | Grenada |
| ---------------------------------------------- | ----------------- | ------- |
| Bengtson 28' Solano 52' Leverón 86' Quioto 88' | (1–0) Jegyzőkönyv |         |

| BBVA Stadium, Houston Nézőszám: 10 625 Játékvezető: Fernando Guerrero (mexikói) |

| 2021. július 17. 18:30 UTC−5 (1:30) |

| Grenada | 0–4               | Katar                                  |
| ------- | ----------------- | -------------------------------------- |
|         | (0–3) Jegyzőkönyv | Hátem 11' Afif 22' Muntari 36' Ali 46' |

| BBVA Stadium, Houston Nézőszám: 7173 Játékvezető: Armando Villarreal (amerikai) |

| 2021. július 17. 20:30 UTC−5 (3:30) |

| Panama                           | 2–3               | Honduras                 |
| -------------------------------- | ----------------- | ------------------------ |
| Davis 32' (11-esből) Yanis 45+1' | (2–1) Jegyzőkönyv | Quioto 22' 65' López 61' |

| BBVA Stadium, Houston Nézőszám: 3508 Játékvezető: Bakary Gassama (gambiai) |

| 2021. július 20. 20:00 UTC−5 (3:00) |

| Honduras | 0–2               | Katar                 |
| -------- | ----------------- | --------------------- |
|          | (0–1) Jegyzőkönyv | Ahmed 25' Hátem 90+5' |

| BBVA Stadium, Houston Nézőszám: 12 630 Játékvezető: Jair Marrufo (amerikai) |

| 2021. július 20. 21:30 UTC−4 (3:30) |

| Panama                        | 3–1               | Grenada   |
| ----------------------------- | ----------------- | --------- |
| Quintero 7' Rodríguez 27' 64' | (2–0) Jegyzőkönyv | Frank 76' |

| Exploria Stadium, Orlando Nézőszám: 1548 Játékvezető: César Ramos (mexikói) |

## Egyenes kieséses szakasz
Az egyenes kieséses szakaszban ha a rendes játékidő végén döntetlen volt az állás, akkor 2×15 perces hosszabbítás, majd ha ez követően is döntetlen volt az állás, akkor büntetőpárbaj következett.
|  |              |                  |                  |                  |   |                  |                  |           |  |  |       |       |       |
|  | Negyeddöntők | Negyeddöntők     | Negyeddöntők     |                  |   | Elődöntők        | Elődöntők        | Elődöntők |  |  | Döntő | Döntő | Döntő |
|  | Negyeddöntők | Negyeddöntők     | Negyeddöntők     |                  |   | Elődöntők        | Elődöntők        | Elődöntők |  |  | Döntő | Döntő | Döntő |
|  | július 24.   |                  |                  |                  |   |                  |                  |           |  |  |       |       |       |
|  |              |                  |                  |                  |   |                  |                  |           |  |  |       |       |       |
|  | D1           | Katar            | 3                |                  |   |                  |                  |           |  |  |       |       |       |
|  | D1           | Katar            | 3                | július 29.       |   |                  |                  |           |  |  |       |       |       |
|  | A2           | Salvador         | 2                |                  |   |                  |                  |           |  |  |       |       |       |
|  | A2           | Salvador         | 2                |                  |   | Katar            | Katar            | 0         |  |  |       |       |       |
|  | július 25.   |                  |                  |                  |   | Katar            | Katar            | 0         |  |  |       |       |       |
|  |              |                  | Egyesült Államok | Egyesült Államok | 1 |                  |                  |           |  |  |       |       |       |
|  | B1           | Egyesült Államok | Egyesült Államok | Egyesült Államok | 1 | 1                |                  |           |  |  |       |       |       |
|  | B1           | Egyesült Államok |                  |                  |   | 1                | augusztus 1.     |           |  |  |       |       |       |
|  | C2           | Jamaica          | 0                |                  |   |                  |                  |           |  |  |       |       |       |
|  | C2           | Jamaica          | 0                |                  |   | Egyesült Államok | Egyesült Államok | 1         |  |  |       |       |       |
|  | július 24.   |                  |                  |                  |   | Egyesült Államok | Egyesült Államok | 1         |  |  |       |       |       |
|  |              |                  | Mexikó           | Mexikó           | 0 |                  |                  |           |  |  |       |       |       |
|  | A1           | Mexikó           | Mexikó           | Mexikó           | 0 | 3                |                  |           |  |  |       |       |       |
|  | A1           | Mexikó           | július 29.       |                  |   | 3                |                  |           |  |  |       |       |       |
|  | D2           | Honduras         | 0                |                  |   |                  |                  |           |  |  |       |       |       |
|  | D2           | Honduras         | 0                |                  |   | Mexikó           | Mexikó           | 2         |  |  |       |       |       |
|  | július 25.   |                  |                  |                  |   | Mexikó           | Mexikó           | 2         |  |  |       |       |       |
|  |              |                  | Kanada           | Kanada           | 1 |                  |                  |           |  |  |       |       |       |
|  | C1           | Costa Rica       | Kanada           | Kanada           | 1 | 0                |                  |           |  |  |       |       |       |
|  | C1           | Costa Rica       |                  |                  |   |                  |                  |           |  |  |       |       |       |
|  | B2           | Kanada           | 2                |                  |   |                  |                  |           |  |  |       |       |       |
|  | B2           | Kanada           | 2                |                  |   |                  |                  |           |  |  |       |       |       |
|  |              |                  |                  |                  |   |                  |                  |           |  |  |       |       |       |

### Negyeddöntők
| 2021. július 24. 16:30 UTC−7 (1:30) |

| Katar                          | 3–2               | Salvador      |
| ------------------------------ | ----------------- | ------------- |
| Ali 2' 55' (11-esből) Hátem 8' | (2–0) Jegyzőkönyv | Rivas 63' 66' |

| State Farm Stadium, Glendale Nézőszám: 64 211 Játékvezető: Fernando Hernández (mexikói) |

| 2021. július 24. 19:00 UTC−7 (4:00) |

| Mexikó                                   | 3–0               | Honduras |
| ---------------------------------------- | ----------------- | -------- |
| Funes Mori 26' Dos Santos 31' Pineda 38' | (3–0) Jegyzőkönyv |          |

| State Farm Stadium, Glendale Nézőszám: 64 211 Játékvezető: Mario Escobar (guatemalai) |

| 2021. július 25. 18:00 UTC−5 (1:00) |

| Costa Rica | 0–2               | Kanada                    |
| ---------- | ----------------- | ------------------------- |
|            | (0–1) Jegyzőkönyv | Hoilett 18' Eustáquio 69' |

| AT&T Stadion, Arlington Nézőszám: 41 318 Játékvezető: Jair Marrufo (amerikai) |

| 2021. július 25. 20:30 UTC−5 (3:30) |

| Egyesült Államok | 1–0               | Jamaica |
| ---------------- | ----------------- | ------- |
| Hoppe 83'        | (0–0) Jegyzőkönyv |         |

| AT&T Stadion, Arlington Nézőszám: 41 318 Játékvezető: César Ramos (mexikói) |

### Elődöntők
| 2021. július 29. 18:30 UTC−5 (1:30) |

| Katar | 0–1               | Egyesült Államok |
| ----- | ----------------- | ---------------- |
|       | (0–0) Jegyzőkönyv | Zardes 86'       |

| Q2 Stadium, Austin Nézőszám: 20 500 Játékvezető: Juan Gabriel Calderón (Costa Rica-i) |

| 2021. július 29. 21:00 UTC−5 (4:00) |

| Mexikó                                | 2–1               | Kanada       |
| ------------------------------------- | ----------------- | ------------ |
| Pineda 45+2' (11-esből) Herrera 90+9' | (1–0) Jegyzőkönyv | Buchanan 57' |

| NRG Stadium, Houston Nézőszám: 70 304 Játékvezető: Daneon Parchment (jamaicai) |

### Döntő
| 2021. augusztus 1. 17:30 UTC−7 (2:30) |

| Egyesült Államok | 1–0 (h. u.)                 | Mexikó |
| ---------------- | --------------------------- | ------ |
| Robinson 117'    | (0–0, 0–0, 0–0) Jegyzőkönyv |        |

| Allegiant Stadion, Paradise Nézőszám: 61 114 Játékvezető: Said Martínez (hondurasi) |

| A 2021-es CONCACAF-aranykupa győztese |
| ------------------------------------- |
| · Egyesült Államok · 7. cím           |